# 동일본 대지진의 경제적 영향
동일본 대지진의 경제적 영향은 동일본 대진재로 발생한 일본 및 전 세계적인 여러 경제적 영향에 대해 설명한다.

## 금융
일본 내 주식시장의 폐장 시각은 도쿄 증권거래소가 15시, 오사카 증권거래소는 15시 10분, 나고야 증권거래소, 후쿠오카 증권거래소, 삿포로 증권거래소는 15시 30분이었다. 2011년 3월 11일 도호쿠 지방 태평양 해역 지진은 장 마감 직전인 14시 46분에 일어나 각 증권거래소의 폐장 시각이 약간 변화했다. 지진과 함께 일어난 쓰나미로 전력 발전소가 정지하고 피해 지역에서는 광범위한 정전이 일어났지만 각 증권거래소는 직접적인 피해가 없었다.
총리대신 관저가 후쿠시마 제1 원자력 발전소 사고에 따른 원자력 긴급사태를 발령한 때는 3월 11일 16시 36분, 원자력 사고에 따른 첫 주민 대피 지시는 20시 50분으로 모두 장 폐장 이후였다. 하지만 지진 발생 이후 폐장까지 짧은 시간이었지만 시장이 반응해 엔달러 환율은 82엔 70전대였다가 지진 발생 직후 83엔 20전까지 폭락했다. 닛케이 225 지수는 지진 발생 직후 1% 정도 폭락했다.
뉴욕 증권거래소가 11일 거래에서 다우 존스 산업평균지수가 상승하는 가운데서도 일본 내 공장 피해를 입은 일본 기업의 주가와 미국 예탁 증권(ADR) 가격이 하락했다. 시카고 상업거래소의 닛케이 225 선물 11일 종가는 9,975엔으로 전일 대비 300엔이 하락했다. 지진 발생 후 첫 영업일이었던 3월 14일 월요일부터 일본 내 주요 지수가 폭락하기 시작했고 3월 15일에는 지진과 후쿠시마 원전 사고 우려로 닛케이 225 종가는 전일 대비 1,015엔 34전(-10.55%) 하락한 8,341엔 11전으로 1987년 검은 월요일, 2008년 리먼 브라더스의 파산에 이어 역대 3번째 하락률을 기록했으며 2008년 이후 최대 하락치를 기록했다.
한편 외환시장은 "지진피해 복구 특수를 위해 엔화가 대량으로 매입될 것이다"나 "대량의 손해보험금 지급을 위해 보험회사가 엔화를 대량으로 매입할 것이다", 기업이 해외재산을 엔화로 전환할 것이다", "엔화 강세가 가속중일 때 보유중인 엔화를 팔면 돈을 벌 수 있다", "이 때문에 미리 엔화를 사는 사람이 많을 것이다"라는 생각에 투기적인 엔화 매수가 집중되면서 엔화 가치가 급등, 3월 14일부터 16일까지 사흘간 약 7엔이 올랐으며 17일에는 엔화 약세 기조로 시작했던 환율이 매수세가 몰리면서 뉴욕 외환시장에서 달러당 79엔대에서 시작한 거래가 1시간 후 시드니 외환시장 기준 76엔대까지 급증하는 등 제2차 세계 대전 이후 엔화 강세가 최고치로 올라왔다.
일본은행은 잇다라 단기금융시장 자금 공급 조치를 발표했고, 3월 18일까지 5일간 시장에 공급된 유동성은 총 82조엔에 달했다. 또한 G7 재무장관 및 중앙은행총재의 합의에 따라 연방준비제도(FRB) 등의 협조적 개입이 이루어졌다. 이후 엔달러 환율이 달러당 80엔대를 회복하며 엔고 현상에 제동이 걸렸다. 또한 일본은행의 당좌예금 잔액도 22일에는 전 주말인 18일에 비해 8조 9,200만엔이 늘어난 41조 6,200만엔으로 양적 완화 정책을 시작한 2004년 3월 당시 36조엔을 상회하는 사상 최고치를 기록했다. 또한 원전 사고에 대한 대처가 진전되고 있다는 소식이 전해지면서 주가도 반등해 3월 22일에는 닛케이 225 종가가 9,600엔대를 회복했다.

## 지진불황 및 지진특수
2017년 3월 기준 연도별 동일본 대지진 관련 도산, 부도 추이는 다음과 같다.
| 연도 | 도산건수 | 부채 총액 (백만엔 단위) |
| ---- | -------- | ----------------------- |
| 2011 | 544      | 744,751                 |
| 2012 | 490      | 615,017                 |
| 2013 | 333      | 124,471                 |
| 2014 | 175      | 46,451                  |
| 2015 | 141      | 49,038                  |
| 2016 | 97       | 29,650                  |
| 2017 | 15       | 6,450                   |

2017년 3월 기준 지역별 동일본 대지진 관련 파산 현황은 아래와 같다.
| 지역     | 도산건수 | 구성 비율 (%) | 부채 총액 (백만엔 단위) |
| -------- | -------- | ------------- | ----------------------- |
| 홋카이도 | 84       | 4.67          | 25,656                  |
| 도호쿠   | 374      | 20.83         | 121,796                 |
| 간토     | 950      | 52.92         | 1,166,262               |
| 주부     | 110      | 6.12          | 64,628                  |
| 호쿠리쿠 | 52       | 2.89          | 92,225                  |
| 긴키     | 79       | 4.40          | 65,855                  |
| 주코쿠   | 22       | 1.22          | 11,157                  |
| 시코쿠   | 19       | 1.05          | 19,182                  |
| 규슈     | 105      | 5.84          | 49,067                  |

도호쿠 지방 태평양 연안 지역에서는 쓰나미로 인해 회사와 공장이 침수되거나 직원이 피해를 입는 등 유무형적인 경제적 피해를 받은 기업이 많았다. 임해 공업지역이 큰 피해를 입고 창고가 유실되는 등 해안가의 물류 거점도 기능이 멈추면서 일본의 해상 운송도 큰 타격을 입었다. 또한 피해를 복구한 곳이나 피해를 입지 않은 곳에서도 전력 부족의 영향으로 지진 직후 절전 요청이 들어오거나 3월 13일 이후의 윤번정전으로 업무가 중단되거나 재검토가 이루어지는 영향도 발생했다. 또한 원전 사고로 발생한 방사성 물질 오염 피해와 유언비어, 지진 이후 일시적으로 늘어난 각계각층의 소비 자재제 분위기에 피해를 입은 기업도 있었다. 지진 이후 실적이 급격히 악화되어 도산한 기업이 일본에서 늘어났다. 일본은행의 전국 기업 단기 경제 관측 조사이나 제국데이터뱅크의 경기 동향 조사에서는 체감경기가 악화되었다는 결과가 발표되었으며 제국데이터뱅크는 2008년 리먼 쇼크에 이어 가장 큰 폭으로 기업 체감경기가 급격하게 악화되었다고 조사했다.
지진으로 수많은 공장과 정유소가 큰 피해를 입어 가동이 중단되면서 일본의 제조업도 큰 타격을 입었다. 2011년 5월 20일에는 지진과 후쿠시마 원자력 발전소 사고까지 겹친 도쿄전력은 연간 결산 최종 순이익이 창사 이래 최대 규모인 1조 2,473억엔 적자를 기록했다고 발표했다. 이는 일본 내 사업을 하는 회사 중 사상 최대액의 적자이다. 자동차 산업 부문에서는 부품 공급망 단절로 일본 내 주요 회사의 공장 대부분이 가동 중단되었고, 4월에는 조업을 재개했지만 5월까지도 생산량이 원래대로 회복되지 못했다. 또한 종이와 잉크의 원료인 석유화학제품도 부족 현상이 발생해 출판 및 인쇄업계도 큰 영향을 입었으며, 캡, 그릇, 맥주 등도 일본 내 공급 부족 현상이 발생했다. 일본 국외에서도 일본 내에서 구매하던 부품을 공급받지 못해 조업을 중단한 공장도 있었다.
일부 공장이나 상품에서는 '지진특수', '부흥특수'라고 부르는 돌발적인 수요 증가 현상이 발생했다. 또한 이후 부흥에 따른 건설업 수요도 증가했다. 이런 수요 전망으로 건설업, 부동산 등 관련 기업의 주가가 상승하기도 했다. 그 외에도 이동식 전원 공급 차량이나 방재 및 절전 관련 상품의 수요도 급증해 매출이 늘어난 기업도 있었다.
농수산업 등 제1차 산업에서도 쓰나미로 항만시설과 설비, 양식 시설이 파괴되거나 농지가 침수되고 농업시설 및 설비가 발생하는 등 큰 피해가 일어났다. 2011년 7월 1일 일본 농림수산성의 발표에 따르면 이와테현, 미야기현, 후쿠시마현 3개현을 중심으로 약 2조 1천억엔의 피해가 발생했으며 이 액은 더 늘어나고 있다. 특히 산리쿠 해역은 북태평양 해역의 주요 어장으로, 피해를 입은 홋카이도부터 지바까지 연안의 7개 현이 일본 내 해상어업 생산량의 절반 이상을 차지하며, 어업 외에도 수산물 가공업이 연쇄적으로 타격을 받았다. 또한 원자력 사고로 바다에 방사성 물질이 확산되어 일부 수산물의 출하가 중단되는 등의 영향이 현재까지 계속되고 있다. 어항의 복구는 지진 이후 시작되어 2011년 12일까지 일본의 모든 어항의 잔해 제거가 완료된 것을 시작으로 60%의 어항에 배 정박이 가능해졌으며, 생선 양륙량과 그 금액도 2011년 11월 기준 전년 동월 대비 60%까지 복구되었다. 하지만 부흥에 따라 지역 주도로 어항 개발을 진행했던 기존 방식과는 다르게 복구 과정에서 어항을 집적화하거나 민간사업자의 진출이 이뤄지며 이에 따른 지역민의 반발이 일어났고, 향후 어민들의 생활과 일본의 수산업 향방에 대한 논의도 진행되고 있다.
지진 이후 실업 문제도 컸는데, NHK와 일본종합연구소의 추산에 따르면 2011년 말 기준 일본 내 실업자는 약 12만명에 달한다. 이시노마키시의 한 가설주택단지의 경우 연금생활자를 제외한 전체 가구의 절반이 지진으로 일자리를 잃어 실업자가 되었다.

## 사재기 현상

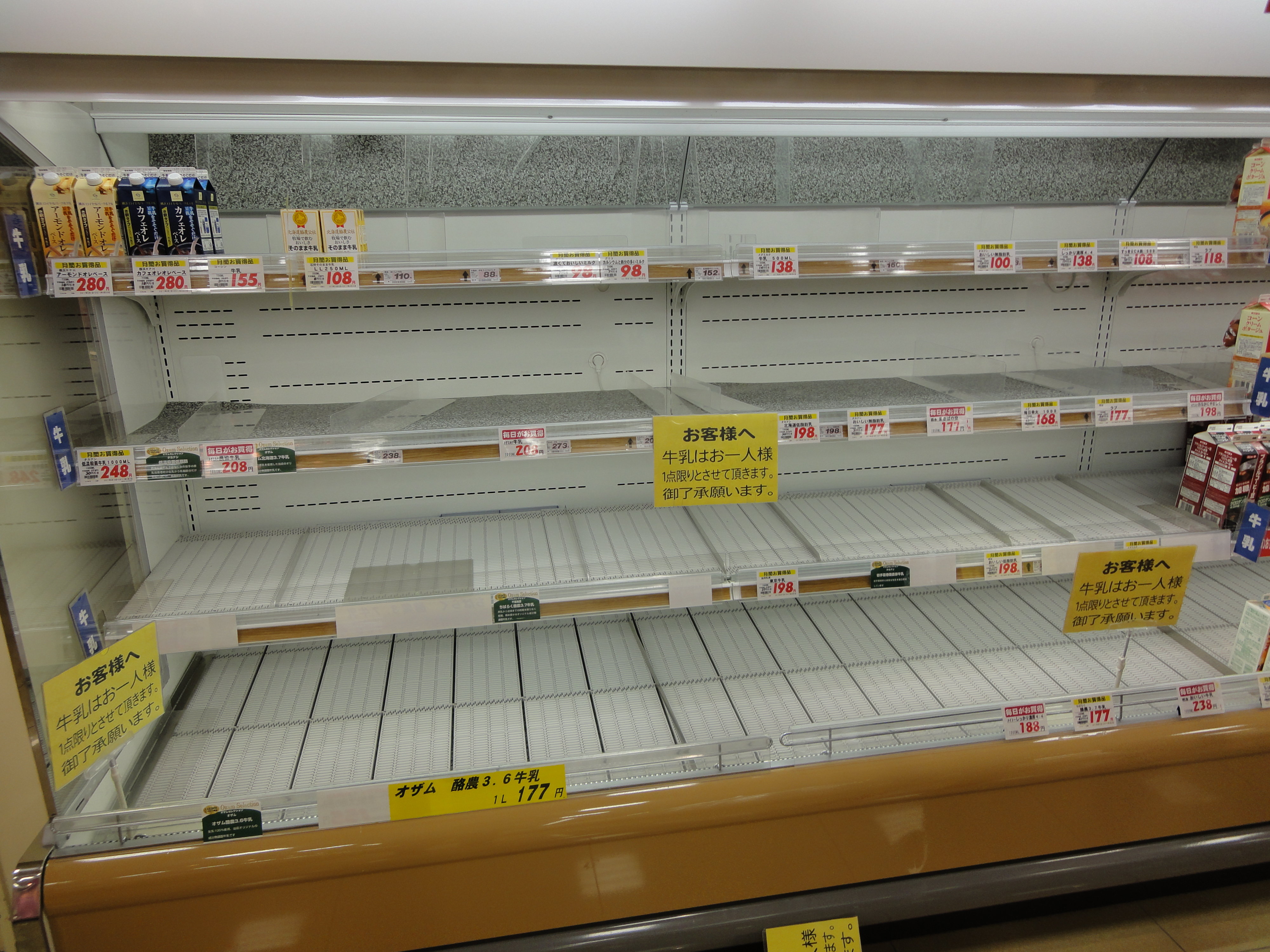
지진 후 사재기 현상으로 마대가 비어버린 모습. (2011년 3월 18일 촬영)

지진 발생 직후 쓰나미로 큰 피해를 입은 지역 외에도 도호쿠 지방, 간토 지방 넓은 지역에서 물류 중단 및 생산 중단의 영향으로 각종 상품 부족 현상이 발생했다. 여기에 지진으로 발생한 심리적 불안감이 합쳐져 식료품, 음료, 연료, 방재 관련 상품의 사재기 현상이 발생했다. 부품 하나라도 생산이 중단되면 전체 생상공정이 중단되는 제조업의 경우 자동차 등 고도의 생상품일수록 생산 중단 영향이 더 장기화되었다. 또한 윤번정전으로 인한 생산 감소가 물건 품귀 현상으로 이어진 경우가 있었다.

## 복구 및 부흥 비용
세계은행은 3월 하순 동일본 대진재로 인한 경제적 손실이 최대 2,350억 달러에 달한다는 추정치를 내놓았다. 이는 한신·아와지 대진재 당시의 피해액인 1천억 달러의 2배가 넘는 수치이다. 또한 일본 정부도 3월 23일에 원자력 사고를 제외한 직접적인 지진재해의 피해액만 따져도 16-25조엔에 달한다고 전망했다.
이후 일본 정부는 7월 29일 부흥기본방침을 발표, 인프라 복구와 가설주택 건설에 5년간 19조엔, 10년간 국가와 지방을 합쳐 총 23조엔의 예산 규모가 소요된다 예상하고 이 중 13조엔을 지출 삭감이나 증세로 대응하겠다고 발표했다. 또한 10월 21일 결정된 2011년도 제3차추가경정예산안에는 11.5조엔의 부흥채권 발행 계획이 포함되는 등 부족액과 당장의 복구비용은 부흥채권으로 충당하며, 2010년부터 지속된 유럽 국가 부채 위기로 인해 계속 증가하는 일본 국채발행액과 관련된 국가 및 지방의 차입금 증가가 우려된다.